# Killalaite
La killalaite è un minerale.